# Chiddingstone Causeway
Chiddingstone Causeway är en ort i grevskapet Kent i sydöstra England. Orten ligger i distriktet Sevenoaks och civil parishen Chiddingstone, cirka 7 kilometer väster om Tonbridge. Tätorten (built-up area) hade 459 invånare vid folkräkningen år 2021.